# 绍兴文理学院
29°59′26″N 120°34′20″E / 29.9905456°N 120.5723265°E
绍兴文理学院是位于中国浙江省绍兴市市区的一所全日制公办普通高等学校。該校由浙江省人民政府主管，實行浙江省人民政府與绍兴市人民政府共建，以市為主的辦學體制。
绍兴文理学院的历史可以追溯到20世纪初成立的山会初级师范学堂，歷經中華民國、中華人民共和國時期的多次改制變遷后于1996年升格为本科高校，成为绍兴市的第一所本科层次的普通高等學校。现今，绍兴文理学院面向中国26个省、市、自治区以及港澳台地区招生，并建立了綜合性、多科系的教学体制。该校拥有四个校区，除此之外，绍兴文理学院还设有一所附属医院以及一所独立学院绍兴文理学院元培学院。2020年，该校拥有专任教员1,092人，其中拥有正高级职称者为188人，居绍兴市诸高校之首。

## 历史沿革
绍兴文理学院的历史可以追溯到清朝宣统元年（1909年）创立的山会初级师范学堂，学堂由山阴、会稽两县共管，故名“山会”。该校经费由紹興府拨给，山阴劝学所总董杜子懋兼任学堂首任校监。而作家鲁迅也曾在该校任教。民国元年（1912年），清朝覆亡，中华民国成立，学校改名为绍兴县立初级师范学校。民国二年（1913年），再度改名为浙江省立第五师范学校，迁至位于府山山脚的龙山书院旧址，此时，学校经费由浙江省库拨给。1923年，该校并入浙江省立第五中学。在日本侵华战争期间，该校一度迁至台州天台县。1945年回到绍兴。中华人民共和国成立后，该校长期为师范学校，1978年，浙江省革命委员会在绍兴建立浙江师范学院绍兴教学点，1984年成为独立建制的绍兴高等专科学校。
1995年8月，绍兴师范专科学校与绍兴高等专科学校合并，开始筹备建立绍兴大学。1996年4月，中华人民共和国教育部批准在绍兴高等专科学校的基础上成立本科层次的绍兴文理学院。现今，绍兴市人民政府正在支持该校升格为绍兴大学。

## 校园环境
绍兴高等专科学校建校之初，校区在塔山南麓的和畅堂，邻近秋瑾故居。其后，校园因为学校升格为本科高校，招生人数及系所增加而扩大。截至2020年，绍兴文理学院校园占地面积为991,532平方公尺，其中建筑面积达625,461平方公尺。校占地面积在绍兴仅次于浙江越秀外国语学院。学校共设立4个校区，校本部位于浙江省绍兴市越城区环城西路508号的河西校区，该校区志廉楼北侧有孙中山铜像。越城区城南大道的校区有101路公共汽車等公共運輸聯外，交通便捷。此外，位于柯桥区兰亭街道的兰亭校区以及位于同市上虞区东山路368号的上虞校区。绍兴文理学院的大部分科系位于越城区的两个校区，而兰亭书法艺术学院则位于兰亭校区，高职专科系所则位于上虞校区。

## 学术研究

### 学科设置
自建立本科院校以来，绍兴文理学院的本科专业逐年增加，并呈现多元化、应用型的特点。截至2022年，该校开设了63个本科专业及5个高职专科专业。自2014年起，绍兴文理学院开始招收硕士研究生，其后硕士学位授予学科不断增加。至2021年，该校设置了16个硕士学位点。该校的工程类学科自2018年进入ESI大学排名世界前1%行列，拥有一定的影响力。
| 教学单位名称             | 学科 | 网页 |
| ------------------------ | --- | ---- |
| 人文学院                 | 汉语言文学（师范）、汉语言文学、汉语国际教育                                                                                     | ※    |
| 外国语学院               | 英文（师范）、英文、日文 | ※    |
| 数理信息学院             | 数学与应用数学（师范）、应用统计学、物理学（师范）、电子信息工程、微电子科学与工程                                               | ※    |
| 生命科学学院             | 生物科学、科学教育、环境科学、酿酒工程                                                                                           | ※    |
| 化学化工学院             | 化学、应用化学、药学、高分子材料与工程、新能源材料与器件、科学教育（化学）                                                       | ※    |
| 机械与电气工程学院       | 智能制造工程、机械设计制造及其自动化、机械电子工程、自动化、电气工程及其自动化、计算机科学与技术、网络工程、数据科学与大数据技术 | ※    |
| 土木工程学院             | 土木工程、工程管理、工程造价、建筑学、地质工程                                                                                   | ※    |
| 纺织服装学院             | 纺织工程、轻化工程、服装设计与工程、服装与服饰设计                                                                               | ※    |
| 商学院                   | 工商管理、国际商务、会计学、国际经济与贸易、公共事业管理、法学                                                                   | ※    |
| 医学院                   | 临床医学、医学影像技术、医学检验技术、康复治疗学、护理学                                                                         | ※    |
| 艺术学院                 | 音乐学（师范）、美术学（师范）、视觉传达设计、环境设计；舞蹈表演、戏曲表演（五年一贯制专科）                                     | ※    |
| 马克思主义学院           | 思想政治教育（师范）、（主管主管全校學生思想政治教育課程）                                                                       | ※    |
| 兰亭书法艺术学院         | 书法学（师范） | ※    |
| 教育与心理学院           | 应用心理学、小学教育、学前教育                                                                                                   | ※    |
| 上虞分院（专科高职层次） | 艺术设计、商务英语、大数据与会计、酒店管理与数字化运营、学前教育                                                                 | ※    |

#### 硕士学位授权学科
| 学科           | 学位类别     |
| -------------- | ------------ |
| 中国语言文学   | 一級學科碩士 |
| 化学           | 一級學科碩士 |
| 工商管理       | 一級學科碩士 |
| 数学           | 一級學科碩士 |
| 物理学         | 一級學科碩士 |
| 生物学         | 一級學科碩士 |
| 纺织科学与工程 | 一級學科碩士 |
| 土木工程       | 一級學科碩士 |
| 应用心理学     | 專業碩士     |
| 土木水利       | 專業碩士     |
| 临床医学       | 專業碩士     |
| 教育学         | 專業碩士     |
| 会计学         | 專業碩士     |
| 艺术学         | 專業碩士     |
| 汉语国际教育   | 專業碩士     |
| 机械学         | 專業碩士     |
| 护理           | 專業碩士     |

### 学术资源
现今的绍兴文理学院图书馆由原绍兴师范专科学校图书馆、绍兴高等专科学校图书馆和绍兴卫校图书馆等合并而成，现址于2003年9月建成。截至2020年，图书馆有纸质图书187万册。该图书馆收藏有中文、英文等文种的专业文献，文献内容覆盖了该校各科系。此外，图书馆亦收藏了许多地方文献及文物。2017年，因图书馆工作绩效突出，绍兴文理学院获得浙江省“高校图书馆先进集体”称号。
《绍兴文理学院学报》为中华人民共和国新闻出版署批准、绍兴文理学院主辦的綜合性學術期刊，并在国内外公开发行。其历史可以追溯到1981年创刊的《绍兴师范专科学校学报》，该刊编辑部重视地方史研究，在学报上开辟了多个突出地方特色的栏目，以研究越文化及周恩来、鲁迅等绍兴名人。1996年，该校升格为本科院校后期刊易为今名。曾获得全国“百强社科学报”、全国“优秀社科学报”等称号。
绍兴文理学院也依托地理位置优势，成立了浙江省越文化传承与创新研究中心、东亚文化之都研究中心、国家重点实验室岩石力学与地质灾害实验中心等研究机构。2016年，该校成立了滨海新城技术转移中心，并实现了其技术转移中心在绍兴市全域覆盖；更积极建立了数个科技创新服务平台，以提高科研能力及绍兴市的科技水平。

## 校园文化
绍兴文理学院邻近东晋书法家王羲之的住所兰亭，重视发展书法文化，成立了兰亭书法艺术学院以培训书法人才，该学院也在2018年获得中国教育部评为第一批“全国普通高校中华优秀传统文化传承基地”。除此之外，绍兴文理学院还建立了一些传承中华文化的社团，获得了一定的积极影响。同时，位在鲁迅出生地的绍兴文理学院，也致力于发扬“鲁迅传统”，并通过一些社团文艺活动提高了该传统的知名度。绍兴文理学院还成立了风则江大讲堂，不仅促进了该校的学术研究，也在一定程度上活跃了校园文化、塑造了人文精神。
绍兴文理学院的学生积极参加社团活动，2013年，该校约有130个学生社团，分在学术教育、文艺娱乐、科技创新、体育健身、公益爱心、创业实践等六大类型。该校大学生也时常参加绍兴全市的大学生寝室文化节、篮球联赛、足球联赛、电影节等活动。绍兴文理学院的体育水平也不断增强，该校运动队在全国高校体育教育专业学生基本功大赛、中华龙舟大赛、浙江省少数民族传统体育运动会获得了良好的成绩。

## 对外交流
进入21世纪以来，绍兴文理学院积极与国内外高等院校发展友好合作关系，并积极在国外推广中国书法文化，该校亦与国家教育部中外人文交流中心签约共建中外“人文交流书法基地”，在多个国家建立了“兰亭书法学堂”，以面向外国书法爱好者教授书法课程。又不断聘请外籍教员、招收国际留学生，增强国际影响力；2020年，学院有在读留学生300余名，分别来自欧洲、美洲、非洲的40多个国家。该校也依托文化资源优势，在绍兴下属的嵊州市建立了来华留学生文化体验基地，帮助留学生理解中国文化。

## 知名校友
- 陈敏尔：政治人物，十九届、二十届中共中央政治局委员、中共天津市委书记。[18]
- 俞可平：中央编译局副局长，北京大学政府管理学院院长。[18]

## 引用
1. 1 2 3 4 5  年鉴（2021年），第247页
2. 1 2 3  教育在线（2022年）
3. ↑  市府（2018年）
4. ↑  史稿（2009年），第7-9页
5. ↑  县教育志（2002年），第312页
6. ↑  县教育志（2002年），第313页
7. ↑  县教育志（2002年），第423页
8. ↑  县教育志（2002年），第298页
9. ↑  史稿（2009年），第173页
10. ↑  市府（2022年）
11. ↑  中新社（2015年）
12. ↑  高校简介（1982年）
13. ↑  年鉴（2014年）
14. ↑  公交（2020年）
15. ↑  人民网（2015年）
16. ↑  市府（2005年）
17. 1 2 3 4  年鉴（2016年），第323-324页
18. 1 2 3 4  年鉴（2015年）
19. ↑  教育在线（2021年）
20. ↑  年鉴（2019年），第289页
21. 1 2 3  年鉴（2020年），第251页
22. ↑  浙江在线（2020年）
23. ↑  图书馆（2010年）
24. 1 2  年鉴（2018年），第323页
25. ↑  裘愉萍（1985年）
26. ↑  编委会（2012年）
27. ↑  浙江在线（2022年）
28. ↑  新华社（2022年）
29. ↑  年鉴（2017年），第345-346页
30. ↑  浙江在线（2013年）
31. ↑  孙浏煜等（2017年）
32. 1 2  年鉴（2013年）
33. ↑  浙江在线（2018年）
34. ↑  浙江在线1（2013年）
35. ↑  侨网（2015年）
36. ↑  浙江在线1（2020年）